# Oberweiler im Tal
Oberweiler im Tal là một đô thị thuộc huyện Kusel, bang Rheinland-Pfalz, phía tây nước Đức. Đô thị Oberweiler im Tal có diện tích 4,71 km², dân số thời điểm ngày 31 tháng 12 năm 2006 là 159 người.